# Плавання на Чемпіонаті Європи з водних видів спорту 2022 — естафета 4x100 метрів вільним стилем (жінки)
Змагання з плавання в естафеті 4x100 метрів вільним стилем серед жінок на Чемпіонаті Європи з водних видів спорту 2022 відбулися 13 серпня (фінал).

## Рекорди
На момент проведення змагань рекорди були такими:
|                           | Країна     | Час     | Місто     | Дата            |
| ------------------------- | ---------- | ------- | --------- | --------------- |
| Світовий рекорд           | Австралія  | 3:29.69 | Токіо     | 25 липня 2021   |
| Рекорд Європи             | Нідерланди | 3:31.72 | Рим       | 26 липня 2009   |
| Рекорд чемпіонатів Європи | Нідерланди | 3:33.62 | Ейндговен | 18 березня 2008 |

## Results

### Фінал[3]
| Місце | Доріжка | Країна          | Спортсмени                                                                                           | Час     | Примітки |
| ----- | ------- | --------------- | --- | ------- | -------- |
| 1     | 8       | Велика Британія | Люсі Гоуп (54.88) Анна Гопкін (53.44) Меді Гарріс (54.61) Фрея Андерсон (53.54)                      | 3:36.47 |          |
| 2     | 3       | Швеція          | Сара Шестрем (53.12) Луїс Ганссон (54.21) Сара Юневік (55.12) Софія Остедт (54.84)                   | 3:37.29 |          |
| 3     | 7       | Нідерланди      | Кім Буш (55.21) Тесса Ґіеле (54.60) Валері ван Рон (54.76) Марріт Стінберген (53.02)                 | 3:37.59 |          |
| 4     | 6       | Італія          | К'яра Тарантіно (54.81) Констанца Коккончеллі (54.65) Софія Моріні (54.99) Сільвія ді П'єтро (53.56) | 3:38.01 |          |
| 5     | 5       | Угорщина        | Ніколетт Падар (55.19) Фанні Дьюрінович (55.04) Петра Шенанскі (54.81) Дора Мольнар (54.38)          | 3:39.42 |          |
| 6     | 2       | Франція         | Мері-Амбре Молу (55.55) Маріна Єгль (55.21) Люсіль Тессаріоль (54.47) Беріль Гастальделло (54.38)    | 3:39.61 |          |
| 7     | 4       | Іспанія         | Кармен Вейлер (55.49) Лідон Муньйос (54.51) Афріка Саморано Санс (55.44) Айнгоя Кампабадал (55.57)   | 3:41.01 |          |
| 8     | 1       | Німеччина       | Неле Шульце (55.49) Анґеліна Келер (55.07) Джозефін Тесх (57.28) К'яра Клейн (56.08)                 | 3:43.92 |          |